# Lidstaten van de Verenigde Naties

Een kaart van de lidstaten van de Verenigde Naties en hun afhankelijke gebieden die door de VN zijn erkend. Taiwan is weliswaar ingekleurd, maar dat is als onderdeel van China, het is zelf geen lid.

Vanaf 2011 zijn er 193 lidstaten van de Verenigde Naties. De criteria voor lidmaatschap van de VN luiden volgens Hoofdstuk 2 Artikel 4 (zie ook Handvest van de Verenigde Naties):
1. Het Lidmaatschap van de Verenigde Naties staat open voor alle andere vredelievende staten die de in dit Handvest vervatte verplichtingen aanvaarden en die, naar het oordeel van de Organisatie, in staat en bereid zijn deze verplichtingen na te komen.
2. De toelating van zulk een staat tot het lidmaatschap van de Verenigde Naties geschiedt bij besluit van de Algemene Vergadering op aanbeveling van de Veiligheidsraad.

In principe kunnen alleen staten lid worden die als soeverein erkend worden door de huidige leden (H1; Artikel 2). Merk op dat deelname aan de VN dus op zich niet soevereiniteit impliceert. Tegenwoordig zijn alle lidstaten  soeverein. Vier van de oorspronkelijke lidstaten waren dit echter niet bij hun toelating aan de VN, dit waren:
- Wit-Rusland (toen Wit-Russische Socialistische Sovjetrepubliek),
- Oekraïne (toen Oekraïense Socialistische Sovjetrepubliek),
- India (toen Brits-Indië),
- De Filipijnen (toen Gemenebest van de Filipijnen).

Aangezien staten alleen toegelaten kunnen worden bij goedkeuring door de Veiligheidsraad en de Algemene Vergadering, zijn sommige staten die wel volgens het Montevideo Verdrag (gebaseerd op het declaratoir model, i.e. soevereiniteit is onafhankelijk van internationale erkenning) soeverein zijn geen VN-lidstaat. Dit kan komen door het missen van internationale erkenning of oppositie van bepaalde leden. Voorbeelden van staten die geen lid zijn: Antarctica (Antarctisch Verdrag), Kosovo, Palestina (wél waarnemersstaat), Vaticaanstad (de Heilige Stoel is waarnemer) en de Westelijke Sahara (onder militaire bezetting door Marokko). De VN beschouwt de Republiek China als "Taiwan, provincie van China" en ziet de Volksrepubliek China als enige vertegenwoordiger van heel China.

## Huidige leden

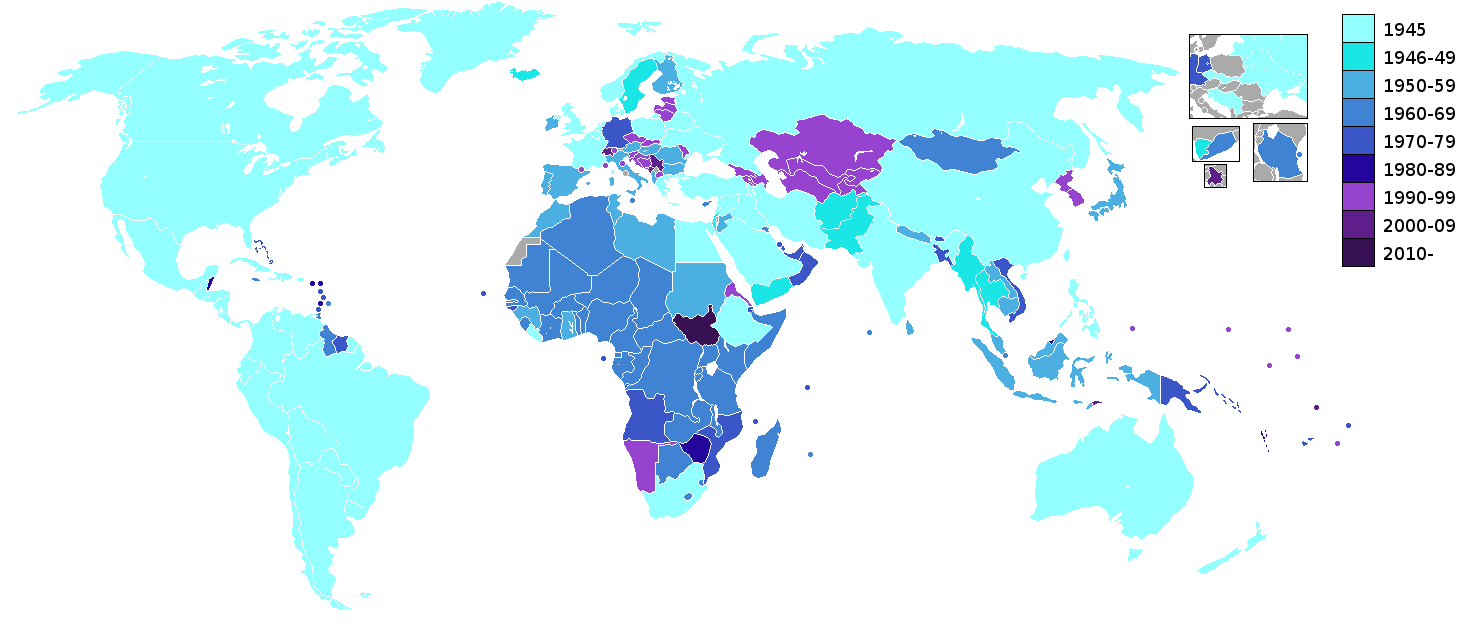
Decennium waarin lidstaten lid werden

Lijst gealfabetiseerd met vermelding datum toetreding.
| Lidstaat                       | Toetreding        | Opmerkingen                                                                                 |
| ------------------------------ | ----------------- | ------------------------------------------------------------------------------------------- |
| Afghanistan                    | 19 november 1946  |                                                                                             |
| Albanië                        | 14 december 1955  |                                                                                             |
| Algerije                       | 8 oktober 1962    |                                                                                             |
| Andorra                        | 28 Juli 1993      |                                                                                             |
| Angola                         | 1 december 1976   |                                                                                             |
| Antigua en Barbuda             | 11 november 1990  |                                                                                             |
| Argentinië                     | 24 oktober 1945   |                                                                                             |
| Armenië                        | 2 maart 1992      |                                                                                             |
| Australië                      | 1 november 1945   |                                                                                             |
| Azerbeidzjan                   | 2 maart 1992      |                                                                                             |
| Bahama's                       | 18 september 1973 |                                                                                             |
| Bahrein                        | 21 september 1971 |                                                                                             |
| Bangladesh                     | 17 september 1974 |                                                                                             |
| Barbados                       | 9 december 1966   |                                                                                             |
| België                         | 27 december 1945  |                                                                                             |
| Belize                         | 25 september 1981 |                                                                                             |
| Benin                          | 20 september 1960 |                                                                                             |
| Bhutan                         | 21 september 1971 |                                                                                             |
| Bolivia                        | 14 november 1945  |                                                                                             |
| Bosnië en Herzegovina          | 22 mei 1992       |                                                                                             |
| Botswana                       | 17 oktober 1966   |                                                                                             |
| Brazilië                       | 24 oktober 1945   |                                                                                             |
| Brunei                         | 21 september 1984 |                                                                                             |
| Bulgarije                      | 14 december 1955  |                                                                                             |
| Burkina Faso                   | 20 september 1960 |                                                                                             |
| Burundi                        | 18 september 1962 |                                                                                             |
| Cambodja                       | 14 december 1955  |                                                                                             |
| Canada                         | 9 november 1945   |                                                                                             |
| Centraal-Afrikaanse Republiek  | 20 september 1960 |                                                                                             |
| Chili                          | 24 oktober 1945   |                                                                                             |
| China                          | 25 oktober 1971   | (in plaats van het in 1971 uitgetreden China met daarbij Taiwan, lid sinds 24 oktober 1945) |
| Colombia                       | 5 november 1945   |                                                                                             |
| Comoren                        | 12 november 1975  |                                                                                             |
| Congo-Brazzaville              | 20 september 1960 |                                                                                             |
| Congo-Kinshasa                 | 20 september 1960 |                                                                                             |
| Costa Rica                     | 2 november 1945   |                                                                                             |
| Cuba                           | 24 oktober 1945   |                                                                                             |
| Cyprus                         | 20 september 1960 |                                                                                             |
| Denemarken                     | 24 oktober 1945   |                                                                                             |
| Djibouti                       | 20 september 1977 |                                                                                             |
| Dominica                       | 18 december 1978  |                                                                                             |
| Dominicaanse Republiek         | 24 oktober 1945   |                                                                                             |
| Duitsland                      | 18 september 1973 | (DDR 18 september 1973 - 2 oktober 1990)                                                    |
| Ecuador                        | 21 december 1945  |                                                                                             |
| Egypte                         | 24 oktober 1945   |                                                                                             |
| El Salvador                    | 24 oktober 1945   |                                                                                             |
| Equatoriaal-Guinea             | 12 november 1968  |                                                                                             |
| Eritrea                        | 28 mei 1993       |                                                                                             |
| Estland                        | 17 september 1991 |                                                                                             |
| Ethiopië                       | 13 november 1945  |                                                                                             |
| Fiji                           | 13 oktober 1970   |                                                                                             |
| Filipijnen                     | 24 oktober 1945   |                                                                                             |
| Finland                        | 14 december 1955  |                                                                                             |
| Frankrijk                      | 24 oktober 1945   |                                                                                             |
| Gabon                          | 20 september 1960 |                                                                                             |
| Gambia                         | 21 september 1965 |                                                                                             |
| Georgië                        | 31 Juli 1992      |                                                                                             |
| Ghana                          | 8 maart 1957      |                                                                                             |
| Grenada                        | 17 september 1974 |                                                                                             |
| Griekenland                    | 25 oktober 1945   |                                                                                             |
| Guatemala                      | 21 november 1945  |                                                                                             |
| Guinee                         | 12 december 1958  |                                                                                             |
| Guinee-Bissau                  | 17 september 1974 |                                                                                             |
| Guyana                         | 20 september 1966 |                                                                                             |
| Haïti                          | 24 oktober 1945   |                                                                                             |
| Honduras                       | 17 december 1945  |                                                                                             |
| Hongarije                      | 14 december 1955  |                                                                                             |
| Ierland                        | 14 december 1955  |                                                                                             |
| IJsland                        | 19 november 1946  |                                                                                             |
| India                          | 30 oktober 1945   |                                                                                             |
| Indonesië                      | 28 september 1950 |                                                                                             |
| Irak                           | 21 december 1945  |                                                                                             |
| Iran                           | 24 oktober 1945   |                                                                                             |
| Israël                         | 11 mei 1949       |                                                                                             |
| Italië                         | 14 december 1955  |                                                                                             |
| Ivoorkust                      | 20 september 1960 |                                                                                             |
| Jamaica                        | 18 september 1962 |                                                                                             |
| Japan                          | 18 december 1956  |                                                                                             |
| Jemen                          | 30 september 1947 |                                                                                             |
| Jordanië                       | 14 december 1955  |                                                                                             |
| Kaapverdië                     | 16 september 1975 |                                                                                             |
| Kameroen                       | 20 september 1960 |                                                                                             |
| Kazachstan                     | 2 maart 1992      |                                                                                             |
| Kenia                          | 16 december 1963  |                                                                                             |
| Kirgizië                       | 2 maart 1992      |                                                                                             |
| Kiribati                       | 14 september 1999 |                                                                                             |
| Koeweit                        | 14 mei 1963       |                                                                                             |
| Kroatië                        | 22 mei 1992       |                                                                                             |
| Laos                           | 14 december 1955  |                                                                                             |
| Lesotho                        | 17 oktober 1966   |                                                                                             |
| Letland                        | 17 september 1991 |                                                                                             |
| Libanon                        | 24 oktober 1945   |                                                                                             |
| Liberia                        | 2 november 1945   |                                                                                             |
| Libië                          | 14 december 1955  |                                                                                             |
| Liechtenstein                  | 18 september 1990 |                                                                                             |
| Litouwen                       | 17 september 1991 |                                                                                             |
| Luxemburg                      | 24 oktober 1945   |                                                                                             |
| Madagaskar                     | 20 september 1960 |                                                                                             |
| Malawi                         | 1 december 1964   |                                                                                             |
| Malediven                      | 21 september 1965 |                                                                                             |
| Maleisië                       | 17 september 1957 |                                                                                             |
| Mali                           | 28 september 1960 |                                                                                             |
| Malta                          | 1 december 1964   |                                                                                             |
| Marokko                        | 12 november 1956  |                                                                                             |
| Marshalleilanden               | 17 september 1991 |                                                                                             |
| Mauritanië                     | 27 oktober 1961   |                                                                                             |
| Mauritius                      | 24 april 1968     |                                                                                             |
| Mexico                         | 7 november 1945   |                                                                                             |
| Micronesië                     | 17 september 1991 |                                                                                             |
| Moldavië                       | 2 maart 1992      |                                                                                             |
| Monaco                         | 28 mei 1993       |                                                                                             |
| Mongolië                       | 27 oktober 1961   |                                                                                             |
| Montenegro                     | 28 juni 2006      |                                                                                             |
| Mozambique                     | 16 september 1975 |                                                                                             |
| Myanmar                        | 19 april 1948     |                                                                                             |
| Namibië                        | 23 april 1990     |                                                                                             |
| Nauru                          | 14 september 1999 |                                                                                             |
| Nederland                      | 10 december 1945  |                                                                                             |
| Nepal                          | 14 december 1955  |                                                                                             |
| Nicaragua                      | 24 oktober 1945   |                                                                                             |
| Nieuw-Zeeland                  | 24 oktober 1945   |                                                                                             |
| Niger                          | 20 september 1960 |                                                                                             |
| Nigeria                        | 7 oktober 1960    |                                                                                             |
| Noord-Korea                    | 17 september 1991 |                                                                                             |
| Noord-Macedonië                | 8 april 1993      |                                                                                             |
| Noorwegen                      | 27 november 1945  |                                                                                             |
| Oeganda                        | 25 oktober 1962   |                                                                                             |
| Oekraïne                       | 24 oktober 1945   |                                                                                             |
| Oezbekistan                    | 2 maart 1992      |                                                                                             |
| Oman                           | 7 oktober 1971    |                                                                                             |
| Oostenrijk                     | 14 december 1955  |                                                                                             |
| Oost-Timor                     | 27 september 2002 |                                                                                             |
| Pakistan                       | 30 september 1947 |                                                                                             |
| Palau                          | 15 december 1994  |                                                                                             |
| Panama                         | 13 november 1945  |                                                                                             |
| Papoea-Nieuw-Guinea            | 10 oktober 1975   |                                                                                             |
| Paraguay                       | 24 oktober 1945   |                                                                                             |
| Peru                           | 31 oktober 1945   |                                                                                             |
| Polen                          | 24 oktober 1945   |                                                                                             |
| Portugal                       | 14 december 1955  |                                                                                             |
| Qatar                          | 21 september 1971 |                                                                                             |
| Roemenië                       | 14 december 1955  |                                                                                             |
| Rusland                        | 24 oktober 1945   |                                                                                             |
| Rwanda                         | 18 september 1962 |                                                                                             |
| Saint Kitts en Nevis           | 23 september 1983 |                                                                                             |
| Saint Lucia                    | 18 september 1979 |                                                                                             |
| Saint Vincent en de Grenadines | 16 september 1980 |                                                                                             |
| Salomonseilanden               | 19 september 1978 |                                                                                             |
| Samoa                          | 15 december 1976  |                                                                                             |
| San Marino                     | 2 maart 1992      |                                                                                             |
| Sao Tomé en Principe           | 16 september 1975 |                                                                                             |
| Saoedi-Arabië                  | 24 oktober 1945   |                                                                                             |
| Senegal                        | 28 september 1960 |                                                                                             |
| Servië                         | 1 november 2000   |                                                                                             |
| Seychellen                     | 21 september 1976 |                                                                                             |
| Sierra Leone                   | 27 september 1961 |                                                                                             |
| Singapore                      | 21 september 1965 |                                                                                             |
| Slovenië                       | 19 januari 1993   |                                                                                             |
| Slowakije                      | 22 mei 1992       |                                                                                             |
| Soedan                         | 12 november 1956  |                                                                                             |
| Somalië                        | 20 september 1960 |                                                                                             |
| Spanje                         | 14 december 1955  |                                                                                             |
| Sri Lanka                      | 14 december 1955  |                                                                                             |
| Suriname                       | 4 december 1975   |                                                                                             |
| Swaziland                      | 24 september 1968 |                                                                                             |
| Syrië                          | 24 oktober 1945   |                                                                                             |
| Tadzjikistan                   | 2 maart 1992      |                                                                                             |
| Tanzania                       | 14 december 1961  |                                                                                             |
| Thailand                       | 16 december 1946  |                                                                                             |
| Togo                           | 20 september 1960 |                                                                                             |
| Tonga                          | 14 september 1999 |                                                                                             |
| Trinidad en Tobago             | 18 september 1962 |                                                                                             |
| Tsjaad                         | 20 september 1960 |                                                                                             |
| Tsjechië                       | 19 januari 1993   |                                                                                             |
| Tunesië                        | 12 november 1956  |                                                                                             |
| Turkije                        | 24 oktober 1945   |                                                                                             |
| Turkmenistan                   | 2 maart 1992      |                                                                                             |
| Tuvalu                         | 5 september 2000  |                                                                                             |
| Uruguay                        | 18 december 1945  |                                                                                             |
| Vanuatu                        | 15 september 1981 |                                                                                             |
| Venezuela                      | 15 november 1945  |                                                                                             |
| Verenigd Koninkrijk            | 24 oktober 1945   |                                                                                             |
| Verenigde Arabische Emiraten   | 9 december 1971   |                                                                                             |
| Verenigde Staten               | 24 oktober 1945   |                                                                                             |
| Vietnam                        | 20 september 1977 |                                                                                             |
| Wit-Rusland                    | 24 oktober 1945   |                                                                                             |
| Zambia                         | 1 december 1964   |                                                                                             |
| Zimbabwe                       | 25 augustus 1980  |                                                                                             |
| Zuid-Afrika                    | 7 november 1945   |                                                                                             |
| Zuid-Korea                     | 17 september 1991 |                                                                                             |
| Zuid-Soedan                    | 14 juli 2011      |                                                                                             |
| Zweden                         | 19 november 1946  |                                                                                             |
| Zwitserland                    | 10 september 2002 |                                                                                             |